# Militärt kring 1905
Militärt kring 1905 är en bok utgiven av Försvarsstabens krigshistoriska avdelning år 1958 och avhandlar militära skeenden kring unionsupplösningen 1905 mellan Sverige och Norge.
Boken har ingen författare angiven och är utgiven av Hörsta Förlag.
Tryckt på Ronzo Boktryckeri AB Stockholm 1958.